# Îlet à Eau
L'Îlet à Eau est un îlet habité de Martinique, un des îlets du Robert, appartenant administrativement à Le Robert. 

## Géographie
L'îlet, situé au Nord de l'îlet aux Rats, est le seul îlet avec ce dernier à ne pas être un site protégé. Il compte treize demeures, pour la plupart résidences secondaires.

## Histoire
L'îlet tient son nom d'un puits aux eaux saumâtres qui s'y serait trouvé d'après la légende et était miraculeux. 
Il n'est pas, à l'inverse des îlets Boisseau, Ragot (La Grotte), Loup Garou, Madame, Petite Martinique, Petit Piton et Petit Vincent, protégés par un arrêté de protection de biotope depuis 2002, ni inscrit par l’arrêté ministériel du 28 juillet 2007.